# Зелёная карточка
Зелёная карточка — судейский знак в футболе, свидетельствующий о следовании получившего её игрока принципам fair play, не показывается, в отличие от жёлтой и красной, но отмечается в протоколе матча.

## История
Эксперимент с использованием арбитрами зелёных карточек стартовал в Серии B чемпионата Италии по футболу только в сезоне 2016/17 года. Руководство Серии B заявило, что игрок, который получит наибольшее количество зелёных карточек, будет удостоен специального приза в конце сезона. Президент лиги Андреа Абоди в интервью газете The Sun отметил, что в современном футболе важно признавать, когда профессиональный футболист совершает образцовый поступок, так как спорт нуждается в позитивных идеях.
Не только зелёная карточка может дополнить традиционные жёлтую с красной. Так, бывший президент УЕФА Мишель Платини предлагал ввести белую карточку, которая бы означала, что игрок удаляется с поля на 10 минут (по аналогии с хоккеем находился бы на скамейке для штрафников).
1 октября 2016 года на 59-й минуте матча седьмого тура Серии B (второй по силе чемпионат Италии) между «Виченцой» и «Виртус Энтелла» форвард клуба «Виченца» Кристиан Галано получил первую в истории футбола зелёную карточку за соблюдение правил fair play (честной игры). Галано пробил мимо ворот, после чего судья назначил угловой, посчитав, что мяч коснулся кого-то из игроков соперника, но нападающий «Виченцы» сам указал судье на ошибку. Угловой отменили, а игрок получил карточку. Встреча завершилась победой «Виртус Энтелла» со счётом 4:1.